# Perriers-en-Beauficel
Pour les articles homonymes, voir Perriers.
Perriers-en-Beauficel est une commune française, située dans le département de la Manche en région Normandie, peuplée de 207 habitants.

## Géographie
Située en val de Sée, Perriers-en-Beauficel est au nord du Mortainais. Son bourg est à 7 km à l'est de Saint-Pois, à 7,5 km à l'ouest de Sourdeval, à 14 km au nord-ouest de Mortain et à 15 km au sud-ouest de Vire.
La commune est traversée par la route départementale no 55 qui relie Chérencé-le-Roussel au sud-ouest à Gathemo au nord-est en passant par le bourg de Perriers. De ce bourg, la D 491 permet au nord-ouest de retrouver Saint-Michel-de-Montjoie et Saint-Pois, et la D 279 rejoint Brouains au sud-est. À partir des grands axes, l'accès se fait par Villedieu-les-Poêles (A84) à l'ouest, Vire au nord et Mortain au sud-est.
Perriers-en-Beauficel est dans le bassin de la Sée qui délimite le territoire au sud. Deux de ses affluents délimitent le territoire communal à l'ouest (le ruisseau de Pierre Zure) et à l'est. Un affluent du ruisseau de Pierre Zure collecte les eaux du nord du territoire, tandis que celles du sud sont livrées à la Sée par trois courts affluents directs.
Le point culminant (331 / 332 m) se situe au nord, près du lieu-dit la Lèverie. Le point le plus bas (75 m) correspond à la sortie de la Sée du territoire, au sud-ouest. La commune est bocagère.
| Saint-Michel-de-Montjoie | Saint-Michel-de-Montjoie | Gathemo   |
| Lingeard                 | Perriers-en-Beauficel    | Beauficel |
| Chérencé-le-Roussel      | Chérencé-le-Roussel      | Brouains  |

### Hydrographie
La commune est située dans le bassin Seine-Normandie. Elle est drainée par la Sée, le ruisseau de Pierre Zure, le cours d'eau 01 de la commune de Perriers en Beauficel, le cours d'eau 02 de la commune de Perriers-en-Beauficel, le cours d'eau 02 de la Morandière, le fossé 03 de la commune de Perriers-en-Beauficel, le fossé 05 de la Fieffe et un autre petit cours d'eau,.
La Sée, d'une longueur de 79 km, prend sa source dans la commune de Sourdeval et se jette  dans le golfe de Saint-Malo en limite du Val-Saint-Père et de Vains, après avoir traversé 20 communes. Les caractéristiques hydrologiques de la Sée sont données par la station hydrologique située sur la commune de Juvigny les Vallées. Le débit moyen mensuel est de 1,57 m3/s. Le débit moyen journalier maximum est de 12,8 m3/s, atteint lors de la crue du 22 janvier 2018. Le débit instantané maximal est quant à lui de 17,4 m3/s, atteint le 24 octobre 1998.

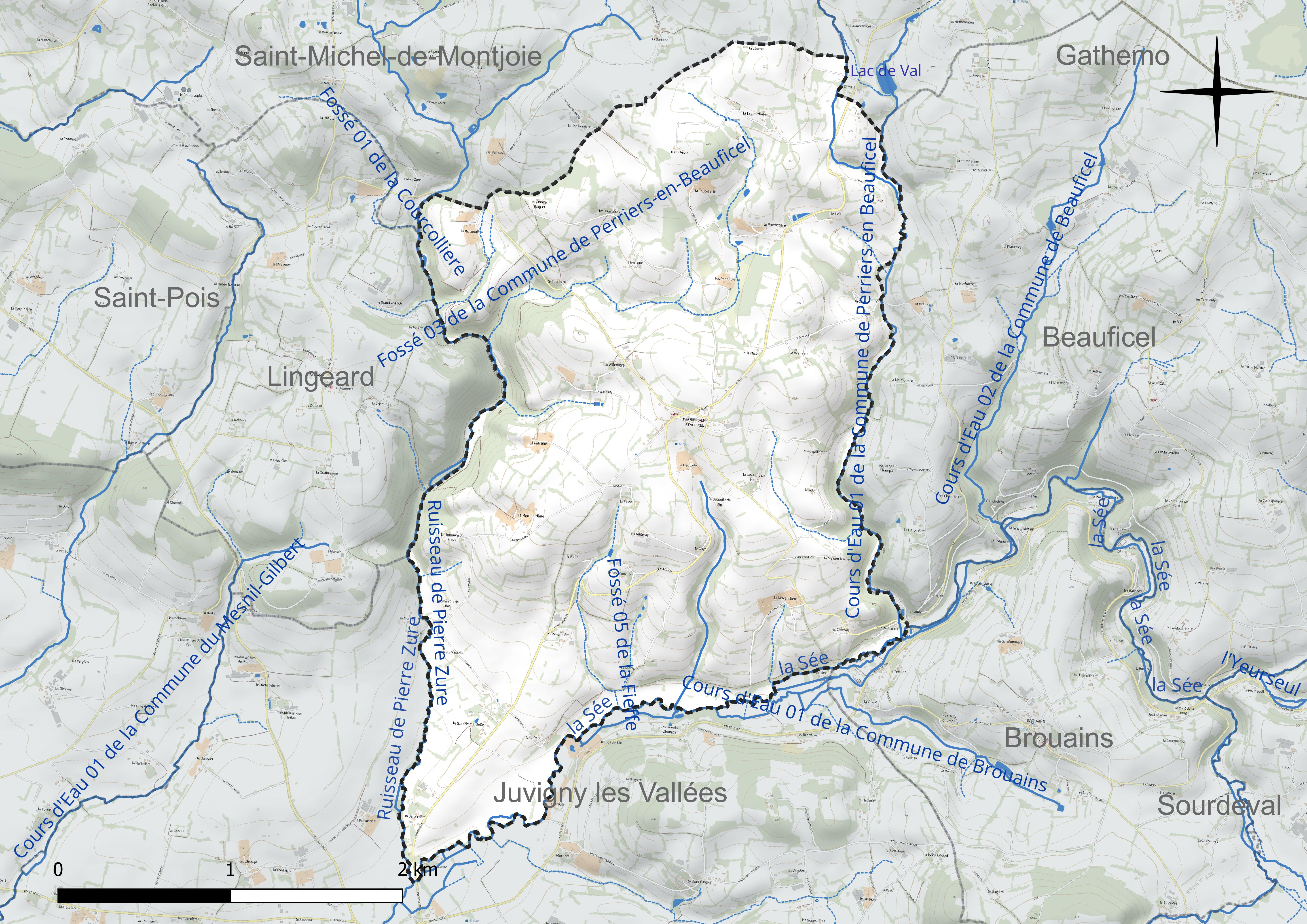
Réseau hydrographique de Perriers-en-Beauficel.

### Climat
Pour des articles plus généraux, voir Climat de la Normandie et Climat de la Manche.
En 2010, le climat de la commune est de type climat océanique franc, selon une étude du CNRS s'appuyant sur une série de données couvrant la période 1971-2000. En 2020, Météo-France publie une typologie des climats de la France métropolitaine dans laquelle la commune est exposée à un climat océanique et est dans la région climatique  Normandie (Cotentin, Orne), caractérisée par une pluviométrie relativement élevée (850 mm/a) et un été frais (15,5 °C) et venté. Parallèlement le GIEC normand, un groupe régional d’experts sur le climat, différencie quant à lui, dans une étude de 2020, trois grands types de climats pour la région Normandie, nuancés à une échelle plus fine par les facteurs géographiques locaux. La commune est, selon ce zonage, exposée à un « climat contrasté des collines », correspondant au Bocage normand, bien arrosé, voire très arrosé sur les reliefs les plus exposés au flux d’ouest, et frais en raison de l’altitude.
Pour la période 1971-2000, la température annuelle moyenne est de 10,2 °C, avec une amplitude thermique annuelle de 13,1 °C. Le cumul annuel moyen de précipitations est de 1 153 mm, avec 14,7 jours de précipitations en janvier et 9,5 jours en juillet. Pour la période 1991-2020, la température moyenne annuelle observée sur la station météorologique la plus proche, située sur la commune de Saint-Hilaire-du-Harcouët à 19 km à vol d'oiseau, est de 11,5 °C et le cumul annuel moyen de précipitations est de 929,5 mm,. Pour l'avenir, les paramètres climatiques de la commune estimés pour 2050 selon différents scénarios d’émission de gaz à effet de serre sont consultables sur un site dédié publié par Météo-France en novembre 2022.

## Urbanisme

### Typologie
Au 1er janvier 2024, Perriers-en-Beauficel est catégorisée commune rurale à habitat très dispersé, selon la nouvelle grille communale de densité à sept niveaux définie par l'Insee en 2022.
Elle est située hors unité urbaine. Par ailleurs la commune fait partie de l'aire d'attraction de Vire Normandie, dont elle est une commune de la couronne,. Cette aire, qui regroupe 20 communes, est catégorisée dans les aires de moins de 50 000 habitants,.

### Occupation des sols
L'occupation des sols de la commune, telle qu'elle ressort de la base de données européenne d’occupation biophysique des sols Corine Land Cover (CLC), est marquée par l'importance des territoires agricoles (93,8 % en 2018), une proportion identique à celle de 1990 (93,8 %). La répartition détaillée en 2018 est la suivante : prairies (85,4 %), terres arables (8,5 %), forêts (6,2 %). L'évolution de l’occupation des sols de la commune et de ses infrastructures peut être observée sur les différentes représentations cartographiques du territoire : la carte de Cassini (XVIIIe siècle), la carte d'état-major (1820-1866) et les cartes ou photos aériennes de l'IGN pour la période actuelle (1950 à aujourd'hui).

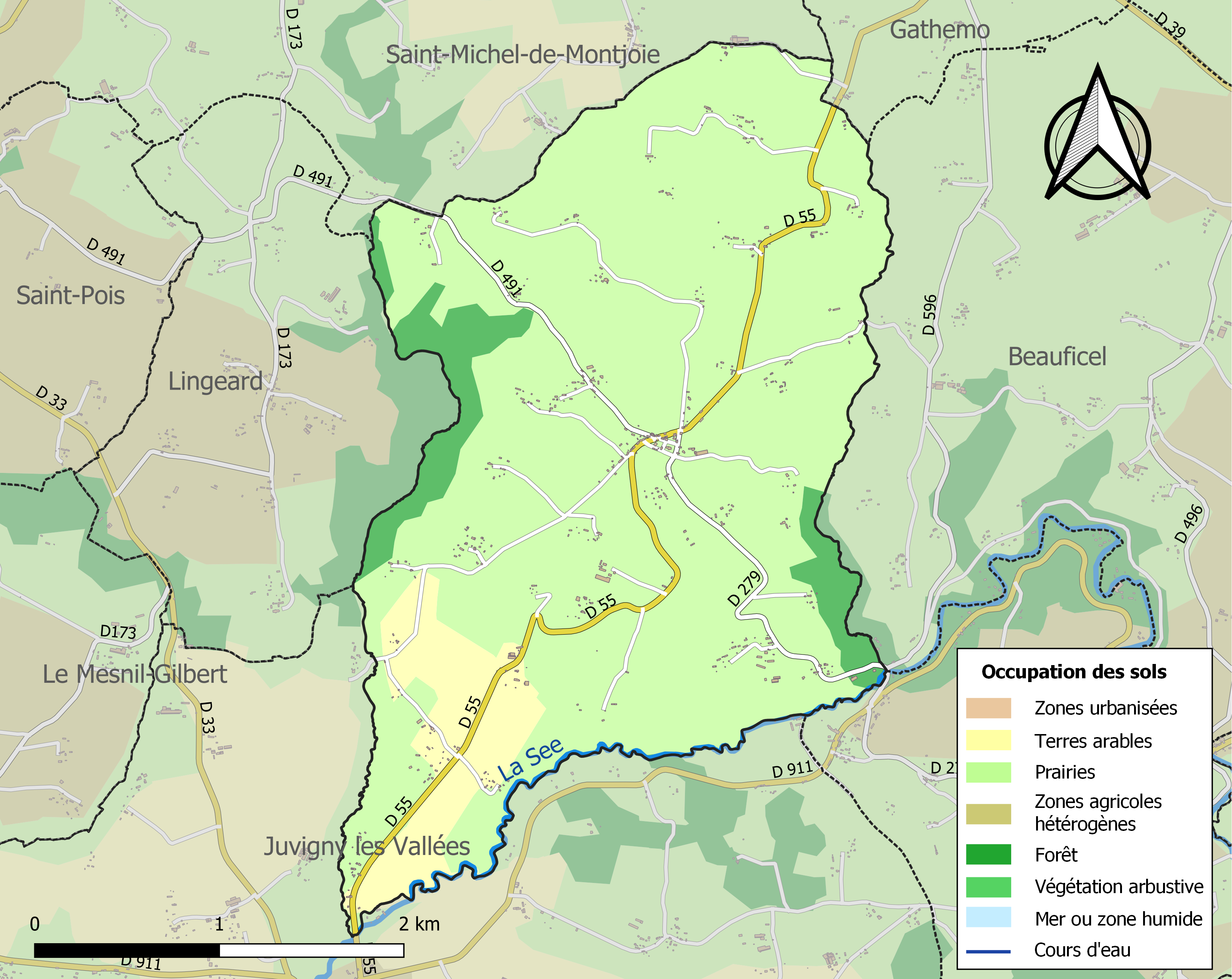
Carte des infrastructures et de l'occupation des sols de la commune en 2018 (CLC).

## Toponymie
Le nom de la localité est attesté sous la forme Periers en 1412.
Albert Dauzat ne distingue pas l'origine de ce toponyme de celle des autres Péré/Périers/Perriers en l'attribuant au latin pirarius, « poirier », ce qui n'est pas l'hypothèse formulée par René Lepelley qui y voit le bas latin pratarius, « petits prés », du latin pratus, « pré ».
Le gentilé est Perriotin.

## Histoire
Un « château Ganne » existe jusqu'au XVIe siècle.
À l'issue de la Seconde Guerre mondiale, Perriers est libérée le 10 août 1944.

## Politique et administration
| Période                                  | Période   | Identité        | Étiquette | Qualité                                              |
| ---------------------------------------- | --------- | --------------- | --------- | ---------------------------------------------------- |
| 1984                                     | mars 2008 | Lucien Chottard | SE        |                                                      |
| mars 2008                                | mars 2014 | Geneviève Diart | SE        |                                                      |
| mars 2014                                | En cours  | Lydie Brionne   | SE        | Agricultrice, conseillère départementale depuis 2021 |
| Les données manquantes sont à compléter. |           |                 |           |                                                      |

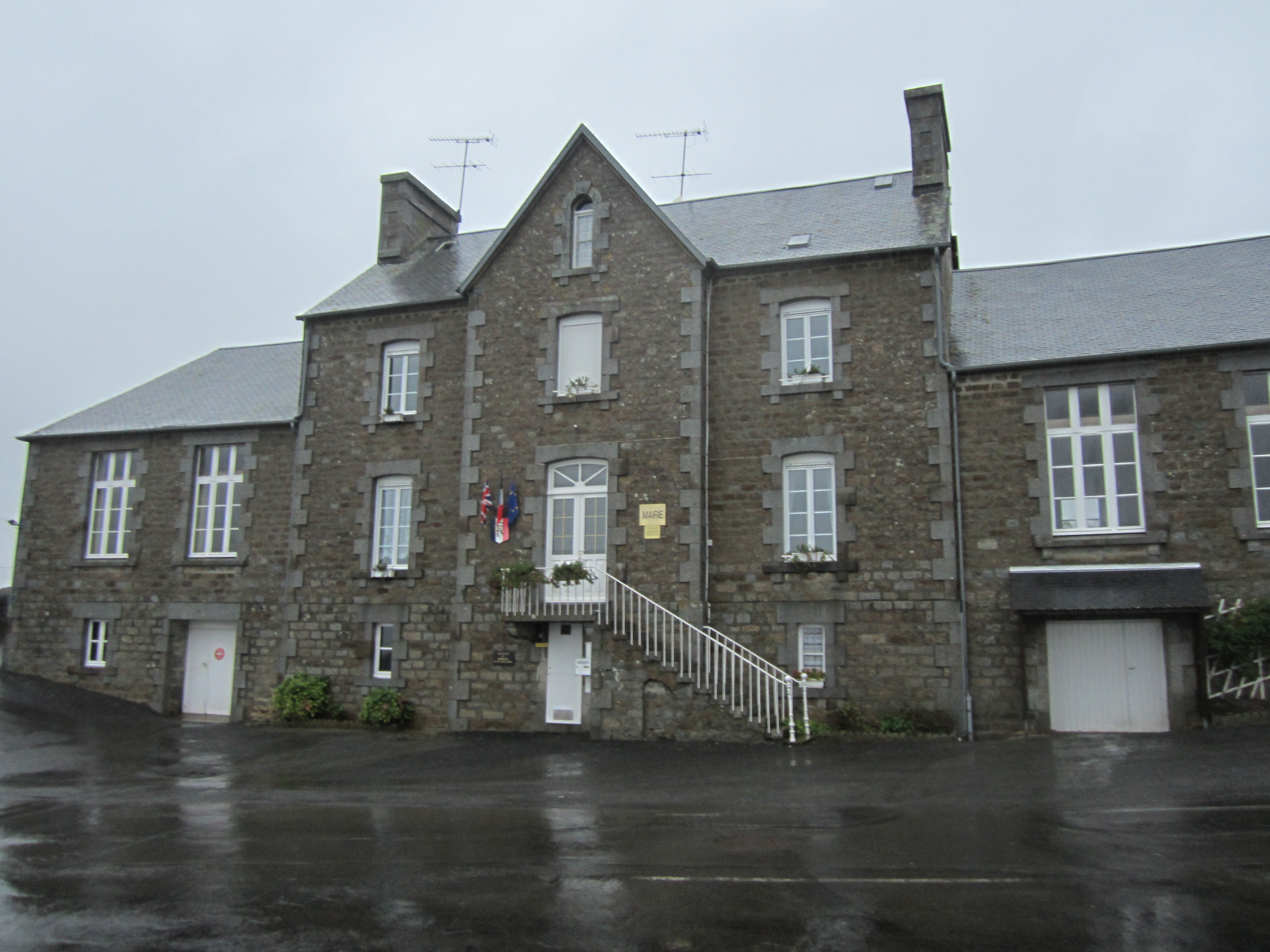
La mairie.

Le conseil municipal est composé de onze membres dont le maire et deux adjoints.

## Démographie
L'évolution du nombre d'habitants est connue à travers les recensements de la population effectués dans la commune depuis 1793. Pour les communes de moins de 10 000 habitants, une enquête de recensement portant sur toute la population est réalisée tous les cinq ans, les populations de référence des années intermédiaires étant quant à elles estimées par interpolation ou extrapolation. Pour la commune, le premier recensement exhaustif entrant dans le cadre du nouveau dispositif a été réalisé en 2005.
En 2022, la commune comptait 207 habitants, en évolution de −3,27 % par rapport à 2016 (Manche : −0,31 %, France hors Mayotte : +2,11 %).
Perriers-en-Beauficel a compté jusqu'à 921 habitants en 1806.
| 1793 | 1800 | 1806 | 1821 | 1831 | 1836 | 1841 | 1846 | 1851 |
| ---- | ---- | ---- | ---- | ---- | ---- | ---- | ---- | ---- |
| 750  | 855  | 921  | 832  | 888  | 882  | 868  | 865  | 880  |

| 1856 | 1861 | 1866 | 1872 | 1876 | 1881 | 1886 | 1891 | 1896 |
| ---- | ---- | ---- | ---- | ---- | ---- | ---- | ---- | ---- |
| 839  | 850  | 852  | 810  | 780  | 718  | 701  | 634  | 562  |

| 1901 | 1906 | 1911 | 1921 | 1926 | 1931 | 1936 | 1946 | 1954 |
| ---- | ---- | ---- | ---- | ---- | ---- | ---- | ---- | ---- |
| 565  | 512  | 481  | 473  | 495  | 500  | 472  | 414  | 401  |

| 1962 | 1968 | 1975 | 1982 | 1990 | 1999 | 2005 | 2006 | 2010 |
| ---- | ---- | ---- | ---- | ---- | ---- | ---- | ---- | ---- |
| 427  | 400  | 321  | 268  | 216  | 214  | 223  | 227  | 226  |

| 2015 | 2020 | 2022 | - | - | - | - | - | - |
| ---- | ---- | ---- | - | - | - | - | - | - |
| 216  | 207  | 207  | - | - | - | - | - | - |

## Lieux et monuments
- Église Sainte-Anne du XVIIe siècle refaite en 1830. À l'intérieur, stalles néogothique, ancien maître-autel, fonts baptismaux (XVIIe), groupe sculpté et statue (XVe, XVIe, XVIIe), verrière (XXe) de François Chapuis (1953)[27].
- Près de la mairie existe une stèle retraçant les évènements de 1944.
- Ancienne salle de justice au lieu-dit la Justice.
- Vestiges du Château-Ganne, éperon barré d'avant le Xe siècle et détruit au XVIe siècle et dont Hippolyte Sauvage a tiré en 1902 un récit légendaire.
- Maison datée de 1842 près de l'église.
- Croix de chemin rue de Saint-Pois (XVIIe siècle), croix la Lionnière-de-Bas (1635).

L'église Sainte-Anne
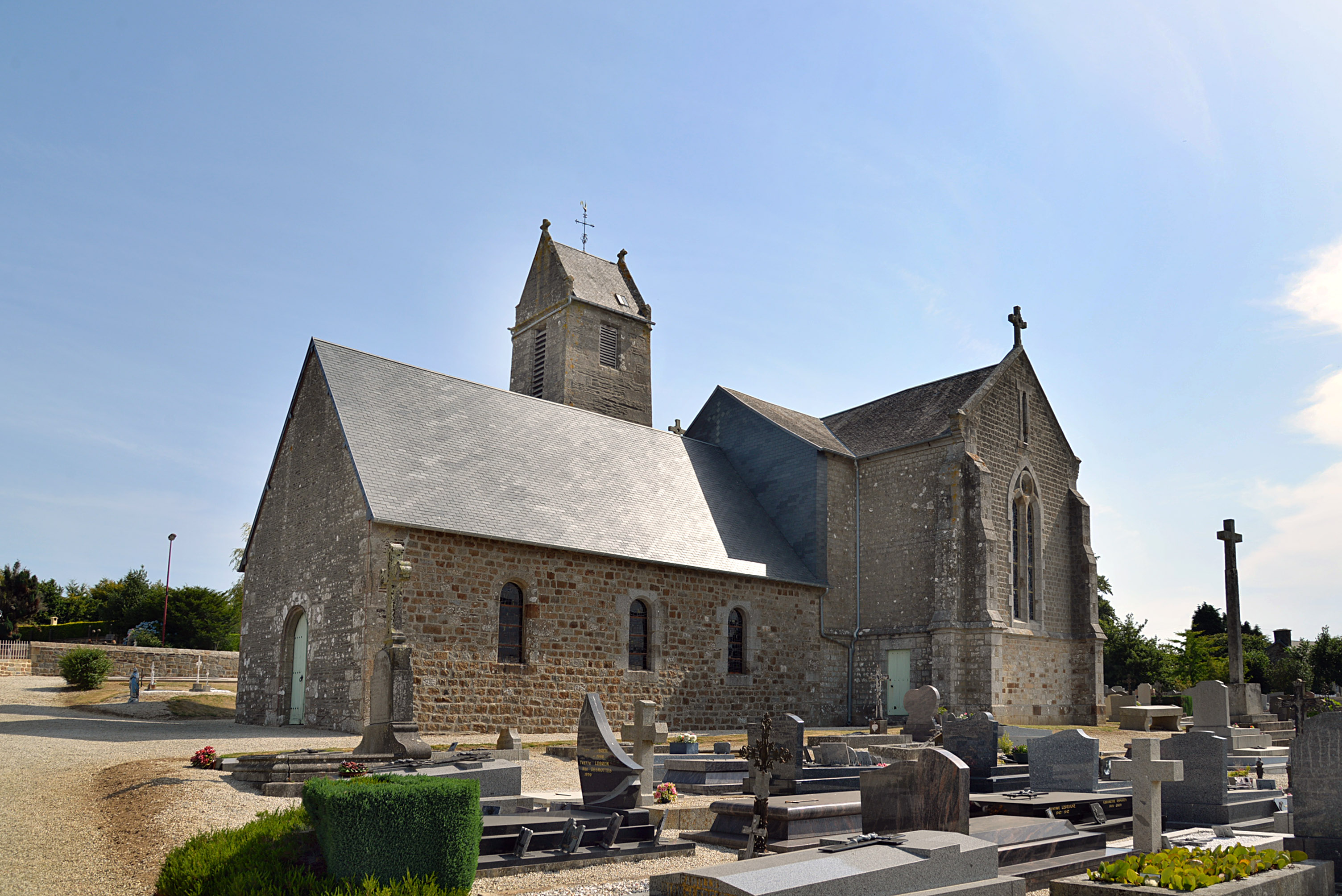
Vue d'ensemble.
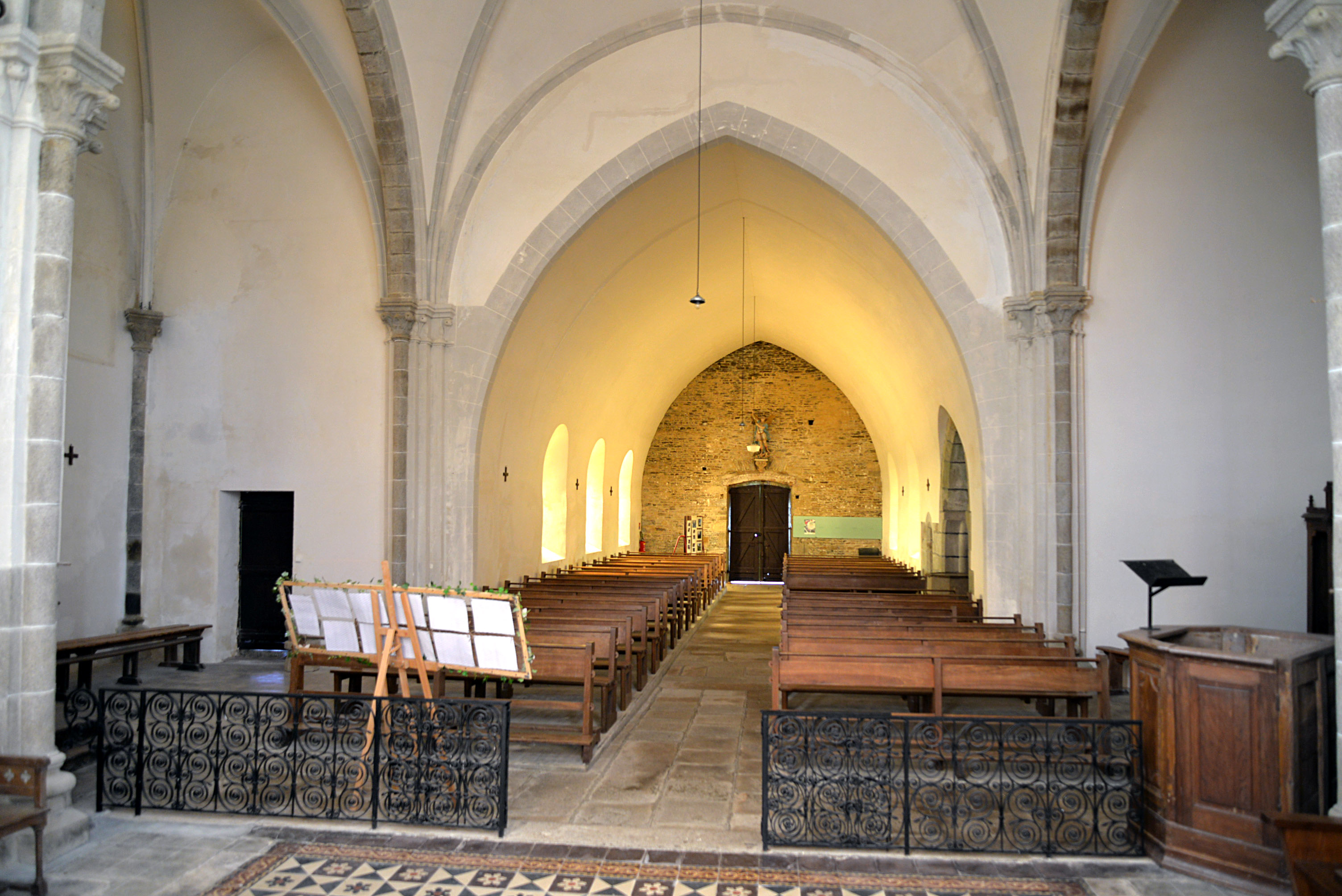
La nef.
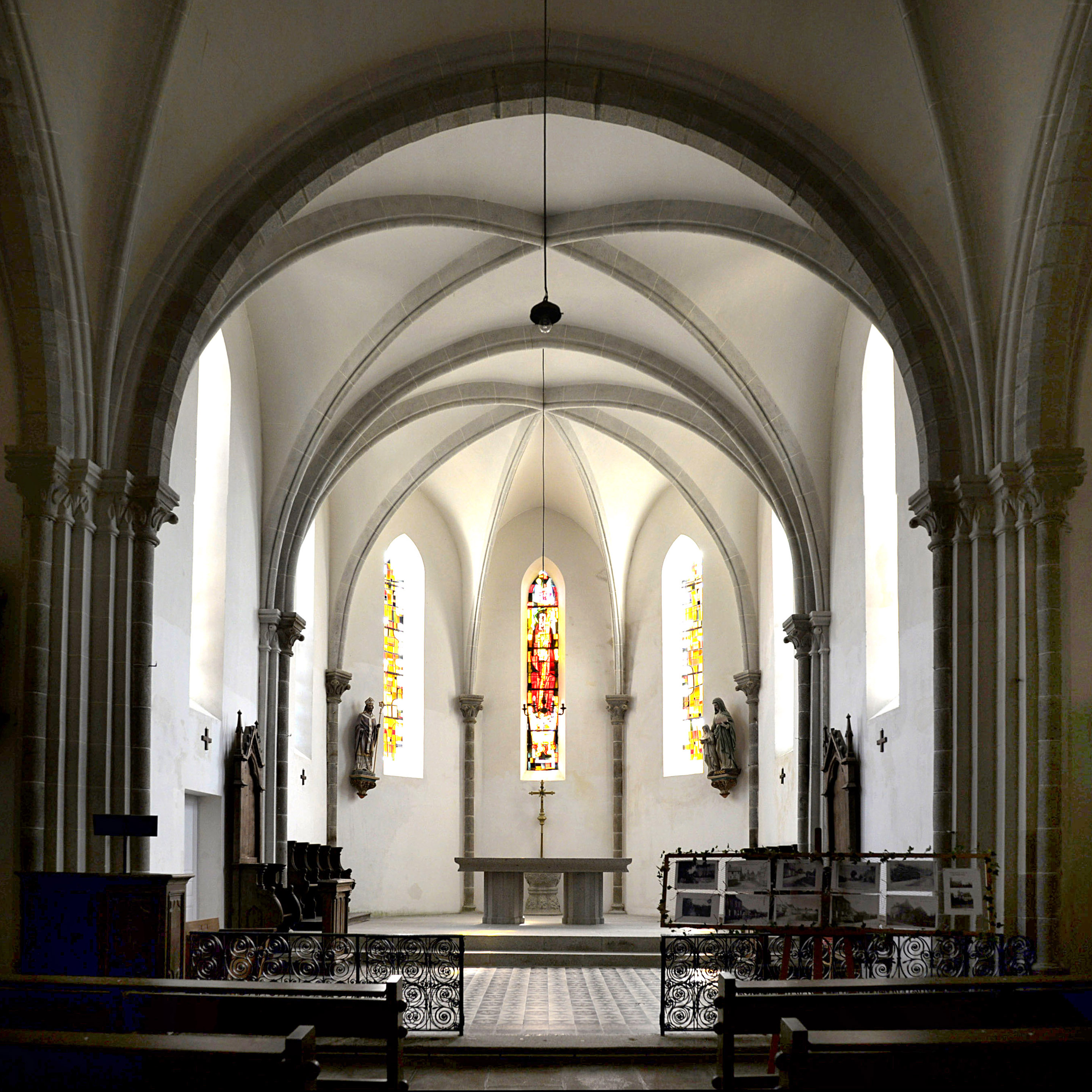
Le chœur.
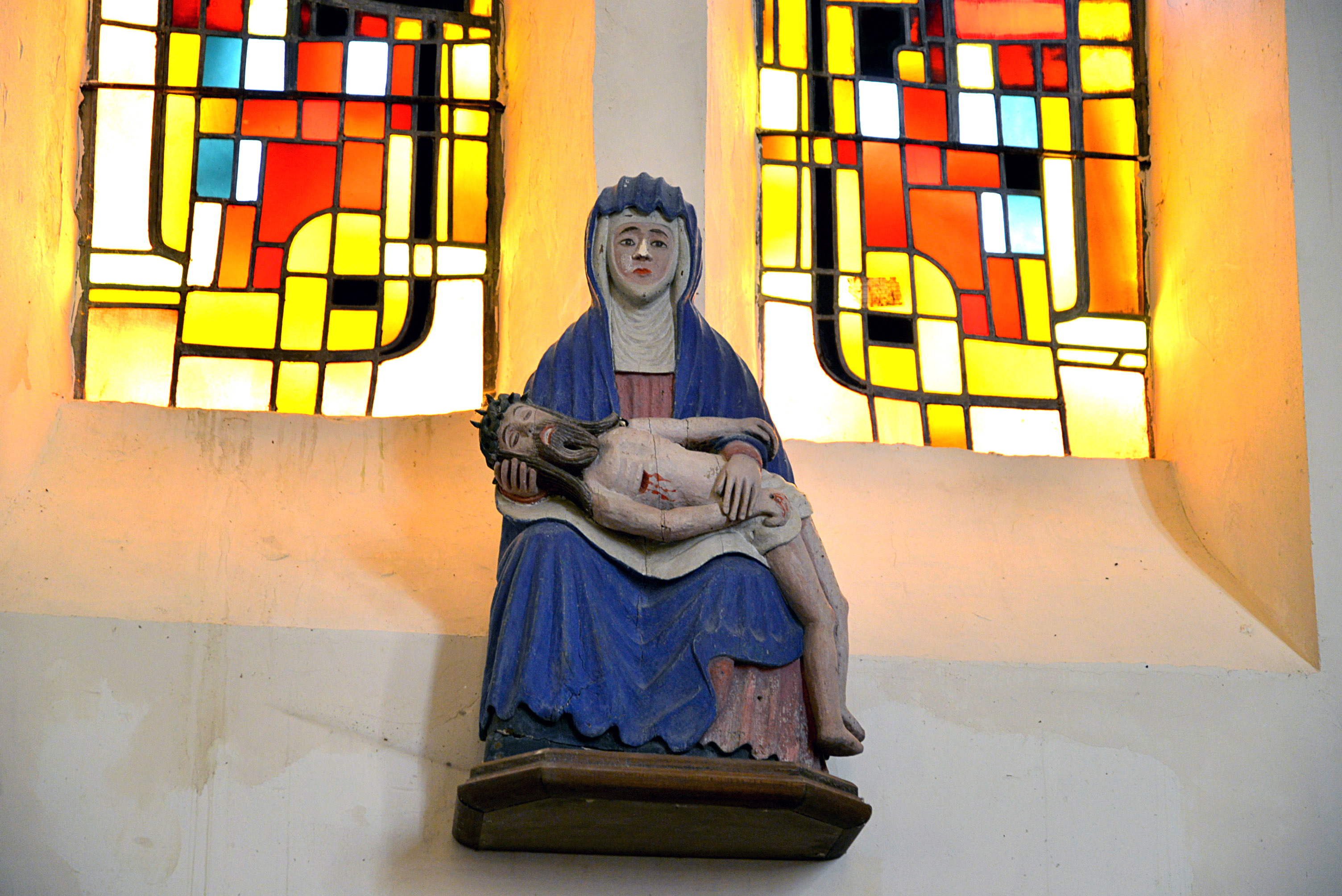
Pietà dans l'église.

## Personnalités liées à la commune
- Liste des communes de la Manche